# صندوق دائمی آلاسکا
صندوق دائمی آلاسکا صندوقی دائمی است که بر اساس قانون اساسی آلاسکا به پا شده و توسط یک شرکت در مالکیت ایالت مدیریت می‌شود. این صندوق در سال ۱۹۷۶ در آلاسکا بر اساس ماده ۹ بخش ۱۵ قانون اساسی آلاسکا به پا شد.
این صندوق تحت عنوان متممی بر قانون اساسی آلاسکا ایجاد شد و تعیین شد اقلاً ۲۵٪ از پول نفت آلاسکا در صندوقی برای نسل‌های آینده که دیگر از منبعی چون نفت برخوردار نخواهند بود قرار داده شود.

## سود صندوق دائمی
سود صندوق دائمی سودی است که به هر ساکن آلاسکا که به مدت یک سال کامل تقویمی در این ایالت زندگی کرده باشد و قصد داشته باشد به مدت نامعلومی ساکن آلاسکا بماند پرداخت می‌شود.
فردی که دارای محکومیت به دلیل بزهکاری باشد واجد شرایط دریافت سود نیست. میزان هر پرداختی مبتنی بر عملکرد میانگین پنج سالهٔ صندوق دائمی است و بسته به بازار سهام و عوامل بسیار دیگر متغیر است.
کمترین میزان سهام پرداختی $۳۳۱٫۲۹ در ۱۹۸۴ و بیشترین آن $۲٬۰۷۲ در ۲۰۱۵ بوده‌است.

### پرداختی سالانه فردی
این مقدار پرداختی سالانه سود صندوق است.
| سال  | مبلغ                                      |
| ---- | ----------------------------------------- |
| ۲۰۱۵ | $۲٬۰۷۲٫۰۰                                 |
| ۲۰۱۴ | $۱٬۸۸۴٫۰۰                                 |
| ۲۰۱۳ | $۹۰۰٫۰۰                                   |
| ۲۰۱۲ | $۸۷۸٫۰۰                                   |
| ۲۰۱۱ | $۱٬۱۷۴٫۰۰                                 |
| ۲۰۱۰ | $۱٬۲۸۱٫۰۰                                 |
| ۲۰۰۹ | $۱٬۳۰۵٫۰۰                                 |
| ۲۰۰۸ | $۲٬۰۶۹٫۰۰ + $1,200 Alaska Resource Rebate |
| ۲۰۰۷ | $۱٬۶۵۴٫۰۰                                 |
| ۲۰۰۶ | $۱٬۱۰۶٫۹۶                                 |
| ۲۰۰۵ | $۸۴۵٫۷۶                                   |
| ۲۰۰۴ | $۹۱۹٫۸۴                                   |
| ۲۰۰۳ | $۱٬۱۰۷٫۵۶                                 |
| ۲۰۰۲ | $۱٬۵۴۰٫۷۶                                 |
| ۲۰۰۱ | $۱٬۸۵۰٫۲۸                                 |
| ۲۰۰۰ | $۱٬۹۶۳٫۸۶                                 |
| ۱۹۹۹ | $۱٬۷۶۹٫۸۴                                 |
| ۱۹۹۸ | $۱٬۵۴۰٫۸۸                                 |
| ۱۹۹۷ | $۱٬۲۹۶٫۵۴                                 |
| ۱۹۹۶ | $۱٬۱۳۰٫۶۸                                 |
| ۱۹۹۵ | $۹۹۰٫۳۰                                   |
| ۱۹۹۴ | $۹۸۳٫۹۰                                   |
| ۱۹۹۳ | $۹۴۹٫۴۶                                   |
| ۱۹۹۲ | $۹۱۵٫۸۴                                   |
| ۱۹۹۱ | $۹۳۱٫۳۴                                   |
| ۱۹۹۰ | $۹۵۲٫۶۳                                   |
| ۱۹۸۹ | $۸۷۳٫۱۶                                   |
| ۱۹۸۸ | $۸۲۶٫۹۳                                   |
| ۱۹۸۷ | $۷۰۸٫۱۹                                   |
| ۱۹۸۶ | $۵۵۶٫۲۶                                   |
| ۱۹۸۵ | $۴۰۴٫۰۰                                   |
| ۱۹۸۴ | $۳۳۱٫۲۹                                   |
| ۱۹۸۳ | $۳۸۶٫۱۵                                   |
| ۱۹۸۲ | $۱٬۰۰۰٫۰۰                                 |